# Gente (álbum)
Gente é o quinto álbum de estúdio da cantora, apresentadora, atriz e compositora brasileira Priscilla, lançado no dia 8 de novembro de 2018 pela Sony Music Brasil.
Em 24 horas de lançamento, o álbum recebeu mais de 685 mil streams nas plataformas de áudio. Dentre doze faixas, nove estrearam no Top 200 do Spotify Brasil, tornando um marco para a carreira da artista e para o mercado brasileiro de música religiosa. Em 2019, foi indicado ao Grammy Latino de Melhor Álbum Cristão e lançara o EP, O Final da História de Linda Bagunça, como uma extensão e encerramento deste álbum Gente.

## Promoção
Em 30 de outubro de 2018, a cantora anunciou o titulo do álbum junto com um vídeo promocional na sua pagina oficial do Instagram. No dia 1 de novembro do mesmo ano, foi divulgado a capa oficial do projeto.

### Singles
- "Tanto Faz" foi apresentada no programa de televisão The Noite com Danilo Gentili no dia 13 de dezembro de 2016, mas só foi lançada oficialmente como single no dia 26 de maio de 2017.[4] A música, também foi liberada no YouTube com apenas a capa do single, somou quase 400 mil execuções em cerca de um dia. No Spotify, uma das plataformas de streaming de maior sucesso, esteve em destaque em playlists de música evangélica.
- "Liberdade" foi lançado como segundo single no dia 22 de setembro de 2017 e seu clipe, divulgado no dia 19 de dezembro de 2017, possui atualmente, cerca de vinte milhões de visualizações no YouTube, mas já está quase ultrapassando essa marca.[5]
- A cantora Priscilla Alcantara lançou, na madrugada de 23 de fevereiro de 2018, a canção "Inteiro" como terceiro single.[6] Em poucas horas, a música alcançou marcas impressionantes, na plataforma de vídeo YouTube, sendo executada por mais de 50 mil vezes.
- O quarto single, "Me Refez", foi lançado no dia 8 de junho de 2018, mas seu clipe apenas foi divulgado em 14 de junho de 2018,[7] dias depois do lançamento. É a primeira canção gospel a entrar no TOP 200 do Spotify Global. Atualmente, o videoclipe da canção, está com quase vinte milhões de visualizações no canal oficial da cantora.
- Priscilla Alcantara lançou o quinto single, "Empatia", como o lead single do álbum, em 8 de novembro de 2018. Juntamente com a canção "Gente (de Zero a Dez)", foram as primeiras canções gospel a entrar no TOP 100 do Spotify Brasil.| Críticas profissionais | Críticas profissionais |
| Avaliações da crítica  | Avaliações da crítica  |
| Fonte                  | Avaliação              |
| ---------------------- | ---------------------- |
| Super Gospel           | [ 8 ]                  |

### Vídeos de performance
Em 23 de junho de 2019, a artista subiu dois vídeos em seu canal do YouTube cantando as canções "Florescer" e "Sem Querer" pela Live Performance VEVO.

## Lista de faixas
Todas as faixas escritas por Priscilla Alcantara e produzidas pelo Produtor Musical Johnny Essi.
| Edição padrão  |                         |         |  |
| N.º            | Título                  | Duração |  |
| 1.             | "Gente (de Zero a Dez)" | 4:08    |  |
| 2.             | "Florescer"             | 4:25    |  |
| 3.             | "Empatia"               | 3:39    |  |
| 4.             | "Solitude"              | 3:15    |  |
| 5.             | "Sem Querer"            | 3:44    |  |
| 6.             | "Me Refez"              | 3:44    |  |
| 7.             | "Liberdade"             | 3:20    |  |
| 8.             | "Alegria"               | 3:01    |  |
| 9.             | "Eles"                  | 3:08    |  |
| 10.            | "Real"                  | 3:26    |  |
| 11.            | "Tanto Faz"             | 4:14    |  |
| 12.            | "Inteiro"               | 3:18    |  |
| Duração total: | Duração total:          | 43:17   |  |

## Prêmios e indicações
| Ano  | Prêmio                  | Categoria                | Trabalho    | Resultado |
| ---- | ----------------------- | ------------------------ | ----------- | --------- |
| 2017 | Troféu Gerando Salvação | Música do Ano/Compositor | "Liberdade" | Indicado  |
| 2018 | Troféu Gerando Salvação | Melhor Clipe             | "Me Refez"  | Venceu    |
| 2018 | Troféu Gerando Salvação | Melhor Produção          | "Me Refez"  | Venceu    |
| 2019 | Grammy Latino           | Melhor Álbum Cristão     | Gente       | Indicado  |